# Alphonse Borrelly
Alphonse Louis Nicolas Borrelly (va néixer el 8 de desembre de 1842 i va morir el 28 de febrer de 1926) fou un astrònom francès que va treballar a l'Observatori de Marsella i va ser descobridor de diversos asteroides i estels, entre el que es troba el cometa periòdic 19P/Borrelly.
L' Acadèmia Francesa de les Ciències li va atorgar el Prix Valz  l'any 1903 i el Prix Lalande l'any 1909.
L'asteroide (1539) Borrelly va ser nomenat en el seu honor.